# Gaston Haustraete
Gaston Haustraete (Everbeek, 1878 – Elsene, 1949) was een Belgisch kunstschilder.

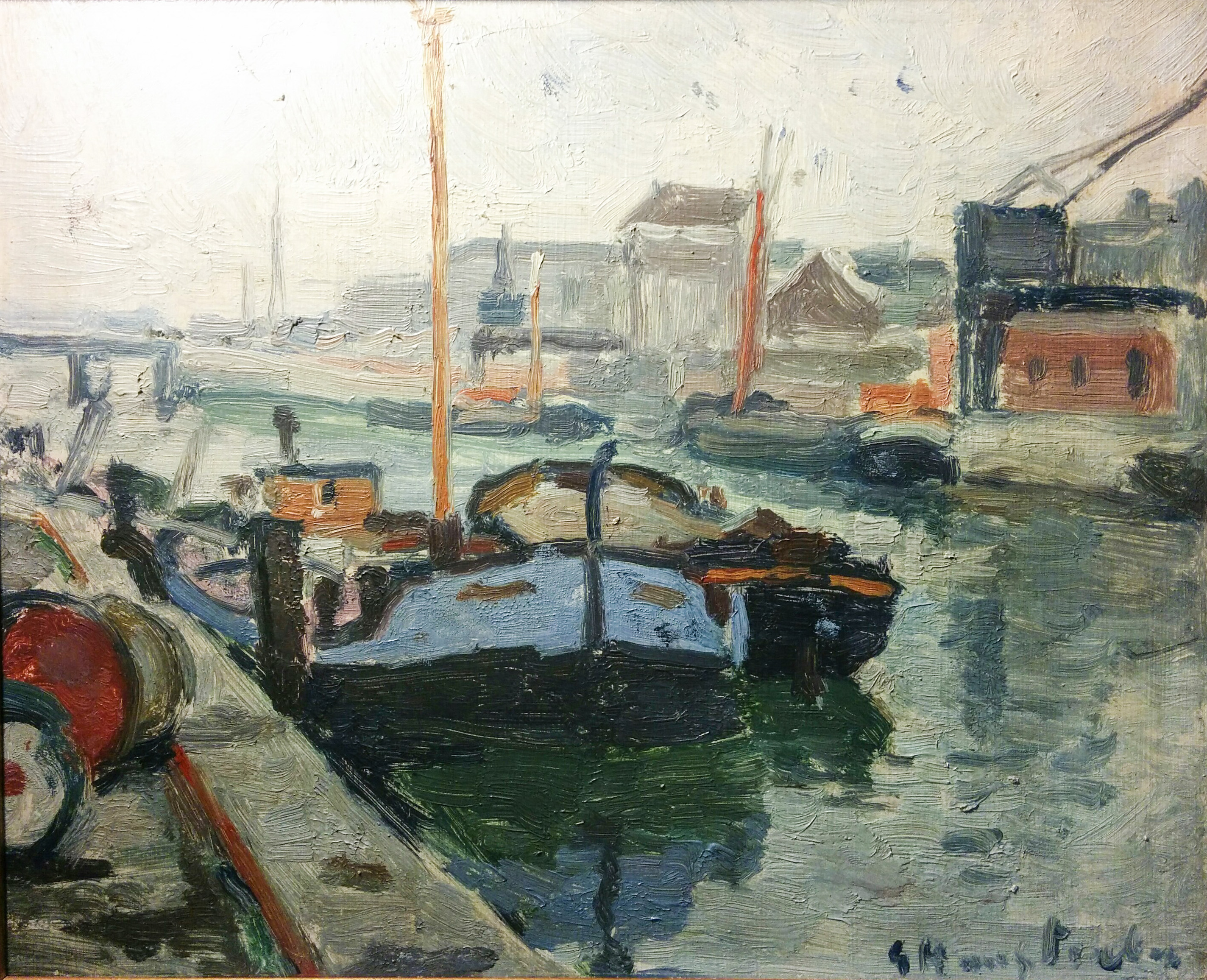
Harbour view.

## Biografische gegevens
Gaston Haustraete was leerling van de Academie voor Schone Kunsten in Brussel. Hij werd in 1899 lid van de in 1893 gestichte kunstenaarsvereniging Le Sillon. Hij had zijn atelier in de Troonstraat in Elsene.

## Oeuvre
Haustraete schilderde bij voorkeur oude buurten, straten en steegjes in Brussel maar ook stillevens, landschappen, marines, portretten en figuren.

## Tentoonstellingen
In 1948 was er en retrospectieve in de Cercle Artistique et Littéraire in Brussel.

## Musea
- Brussel, Museum van Elsene
- Brussel, Charliermuseum (Het Jourdanplein in de sneeuw, Moederschap).
- Oostende, Mu.ZEE (Kunstmuseum aan Zee)

- Gemeinsame Normdatei: 1137025972
- RKD-Nederlands Instituut voor Kunstgeschiedenis: 36515
- Union List of Artist Names: 500426142
- Virtual International Authority File: 2045150085870815060001
- WorldCat: E39PBJbCTrCg3kc4m98pt3t9Xd